# Kūh-e Bīsotūn
Kūh-e Bīsotūn (persiska: کوه بیستون) är ett berg i Iran.   Det ligger i provinsen Kermanshah, i den nordvästra delen av landet, 400 km väster om huvudstaden Teheran. Toppen på Kūh-e Bīsotūn är 2 752 meter över havet, eller 558 meter över den omgivande terrängen. Bredden vid basen är 3,2 km.
Terrängen runt Kūh-e Bīsotūn är kuperad åt sydost, men åt nordväst är den bergig.Runt Kūh-e Bīsotūn är det ganska tätbefolkat, med 124 invånare per kvadratkilometer. Närmaste större samhälle är Bīsotūn, 3,4 km öster om Kūh-e Bīsotūn. Trakten runt Kūh-e Bīsotūn består till största delen av jordbruksmark.